# ハンター・ダグラス
ハンター・ダグラス（Hunter Douglas）は、オランダのロッテルダムを本部とする世界100カ国以上、グループ企業164社、従業員数約18,000人をもつグローバル企業。
世界で初めてアルミ製ベネシャンブラインドを開発。世界のブラインド・シェード市場をリード。また、アルミの資源開発から圧延、塗装、成形に至る一切を自社開発し事業を展開。
日本法人は、日本ハンター・ダグラス株式会社（Hunter Douglas Japan Limited）。住所は、東京都港区六本木。

## 沿革
- 1919年:ヘンリー・ソネンバーグ(Henry Sonnenberg)がドイツに工作機械の製造販売を開始
- 1933年:オランダに移転
- 1940年:ヨーロッパで戦争が激化するなか、アメリカに移転。ヘンリーは「ダグラス・マシナリー・カンパニー」を創設
- 1946年:ジョー・ハンターとヘンリー・ソネンバーグがハンター・ダグラス社を設立。革新的なアルミの連続鋳造工法を編みだし、この技術を元にベネシャン・ブラインドを発案し、米国市場のリーダーとなる。
- 1950年:1950年代には全米・カナダで1000社を越す販売店を有す
- 1956年:本部をカナダ･モントリオール(Montreal,Canada)へ移転
- 1960年:1960年代から70年代にかけて、ヨーロッパ、オーストラリア、中南米へ展開し、ブラインド事業に加えて、建材事業も軌道にのせる
- 1969年:アムステルダム証券取引所に株式公開
- 1971年:本部をオランダ王国、ロッテルダム（Rotterdam,The Netherland）に移転
- 1976年:米国でのビジネスを買い戻し、アメリカでのシェアを獲得
- 1980年:アジアへ事業拡張

## 主な製品

### Architectual Prouducts（建築建材）
- フレクサラム（ビル屋上、外階段、空調施設や立体駐車場などの目隠し材や駐輪場、バス停などのシェルター）
- ルクサロン（3層塗装システム。金属天井材）
- エアロフォイル（太陽光と熱をコントロールする外装ルーバー）
- クアドロクラッド（アルミハニカムパネル）
- 3form（インテリアデザインパネル。米3form社と合併）
- NBK（外装テラコッタタイル。独NBK社と合併）

### Window Covering Products（ブラインド・シェード製品）
- シルエット・シェード
- デュエット・シェード
- ルミネット・シェード
- セレネット・バーチカルズ
- バーチカル・ブラインド
- ベネシャン・ブラインド

## 製品コンセプト

### Architectual Proudutcsにおけるコンセプト
- Design Oriented 最新のテクノロジーと効率的な製造技術を融合し、アーキテクトのリクエストに答える
- Functional Beauty ルクサロンをはじめ、さまざまな用途に合わせた色彩の表現を可能にする
- Environment Friendly 耐久性があり、リサイクル可能な製品により、環境負担軽減に貢献する

### Window Covering Productsにおけるコンセプト
- Light Control ライトコントロール:部屋に取り込む自然光を積極的にコントロールし、光のある豊かな暮らしを演出する。
- Privacy Control プライバシーコントロール:景観を遮るのではなく、外からの視線を気にすることなく安心してすごせる空間をつくる
- Universal Design ユニバーサルデザイン:性差、年齢、障害などの特性に関わらず、人々が快適に使用ができ、豊かで充実した体験が得られる機能やデザインを提供する